# Lypova Dolyna
Lypova Dolyna (in ucraino Липова Долина?) è un insediamento rurale ucraino (4991  abitanti) nel distretto di Romny, nell'Oblast' di Sumy. Ospita l'amministrazione della comunità territoriale di Lypova Dolyna, una delle comunità territoriali dell'Ucraina.
Fino al 18 luglio 2024 Lypova Dolyna è stato il centro amministrativo del distretto di Lypova Dolyna, abolito come parte della riforma amministrativa dell'Ucraina. L'area del distretto di Lypova Dolyna è stata fusa nel distretto di Romny.
Fino al 26 gennaio 2024 Lypova Dolyna era classificata come insediamento di tipo urbano. Da tale data è entrata in vigore una nuova legge che ha abolito questo status e Lypova Dolyna è stata riclassificata come insediamento rurale,

## Storia
La città di Lypova Dolyna viene menzionata per la prima volta nel XVII secolo come villaggio di proprietà del magnate Jeremi Wiśniowiecki nel voivodato di Kiev. Il suo nome, Lypova Dolyna, deriva dal fiume locale Lypivka.
Nel 1647 il villaggio conteneva 150 iarde (abitazioni). La popolazione del villaggio partecipò attivamente alla rivolta di Chmel'nyc'kyj, dopo di che divenne parte del reggimento Myrhorod (una delle divisioni amministrative dell'Etmanato cosacco).
Nel 1658 Lypova Dolyna fu saccheggiata dai tatari. Più tardi fu una proprietà privata di vari ufficiali cosacchi (staršina). Nel 1764 l'imperatrice russa Caterina la Grande donò Lypova Dolyna a Kirill Razumovskij che cedette la sua autorità come atamano nello stesso anno. Nel 1785 il villaggio fu venduto al Tesoro russo.
Durante la seconda guerra mondiale fu sotto l'occupazione tedesca.
Divenne un insediamento di tipo urbano nel 1961.
Nel gennaio 1989 la popolazione era di 5 303 abitanti. 
Nel gennaio 2013 la popolazione era di 5 324 abitanti.